# Alfred Siekierka
Alfred Siekierka (ur. 11 marca 1955 w Czarnowąsach) – polski żużlowiec.

## Życiorys
Przez całą sportową karierę (1975–1982) reprezentował barwy klubu "Kolejarz" Opole. Dwukrotnie brał udział w finałach mistrzostw Polski par klubowych (Gniezno 1979 – V m., Toruń 1981 – brązowy medal), natomiast w 1980 r. zajął II m. w finale drużynowego Pucharu Polski.
Trzykrotnie awansował do finałów młodzieżowych indywidualnych mistrzostw Polski (Zielona Góra 1975 – IX m., Opole 1976 – VI m., Leszno 1978 – VIII m.), był również dwukrotnym finalistą indywidualnych mistrzostw Polski (Gorzów Wielkopolski 1978 – XI m., Leszno 1981 – VI m.). W 1976 r. zdobył w Łodzi "Brązowy Kask", natomiast w końcowej klasyfikacji turnieju o "Srebrny Kask" zajął V miejsce.
W 1981 r. zajął II m. w rozegranym w Lesznie memoriale Alfreda Smoczyka. W 1982 r. zajął IV m. w Kryterium Asów Polskich Lig Żużlowych im. Mieczysława Połukarda (w Bydgoszczy), był również uczestnikiem eliminacji indywidualnych mistrzostw świata (zajął XV m. w półfinale kontynentalnym w Abensbergu) 12-13 VII 1982 r.
Po upadku w zawodach w Abensbersgu został hospitalizowany, następnie zdecydował się pozostać w RFN, gdzie przez kolejne 2 lata występował jako zawodnik klubu MC Norden. Po zakończeniu kariery prowadził przedsiębiorstwo w branży budowlanej.